# The 20/20 Experience: The Complete Experience
The 20/20 Experience: The Complete Experience es el segundo álbum recopilatorio del cantante estadounidense Justin Timberlake. Fue lanzado el 27 de septiembre de 2013 por el sello RCA Records y contiene las veintiuna canciones de los discos The 20/20 Experience y The 20/20 Experience (2 of 2), publicados también en el 2013. En el año 2014, el álbum fue nominado a un premio Grammy en la categoría Mejor álbum de pop vocal.

## Lista de canciones

### Disco 1:The 20/20 Experience
| N.º   | Título                   | Escritor(es)                                                                                         | Duración |  |
| 1.    | «Pusher Love Girl»       | Justin Timberlake, Mosley, Jerome Harmon y James Fauntleroy                                          | 8:02     |  |
| 2.    | «Suit & Tie» (con Jay-Z) | Timberlake, Mosley, Shawn Carter, Harmon, Fauntleroy, Terrence Stubbs, Johnny Wilson y Charles Still | 5:26     |  |
| 3.    | «Don't Hold the Wall»    | Timberlake, Mosley, Harmon y Fauntleroy                                                              | 7:10     |  |
| 4.    | «Strawberry Bubblegum»   | Timberlake, Mosley, Harmon y Fauntleroy                                                              | 7:59     |  |
| 5.    | «Tunnel Vision»          | Timberlake, Mosley, Harmon y Fauntleroy                                                              | 6:46     |  |
| 6.    | «Spaceship Coupe»        | Timberlake, Mosley, Harmon y Fauntleroy                                                              | 7:17     |  |
| 7.    | «That Girl»              | Timberlake, Mosley, Harmon, Fauntleroy y Noel Williams                                               | 4:47     |  |
| 8.    | «Let the Groove Get In»  | Timberlake, Mosley, Harmon y Fauntleroy                                                              | 7:11     |  |
| 9.    | «Mirrors»                | Timberlake, Mosley, Harmon y Fauntleroy                                                              | 8:05     |  |
| 10.   | «Blue Ocean Floor»       | Timberlake, Mosley, Harmon y Fauntleroy                                                              | 7:22     |  |
| 70:07 |                          | |          |  |

### Disco 2:The 20/20 Experience (2 of 2)
| N.º   | Título                             | Escritor(es)                                                        | Duración |  |
| 1.    | «Gimme What I Don't Know (I Want)» | Timberlake, Mosley, Jerome «J-Roc» Harmon, Fauntleroy               | 5:17     |  |
| 2.    | «True Blood»                       | Timberlake, Mosley, Harmon                                          | 9:31     |  |
| 3.    | «Cabaret» (con Drake)              | Timberlake, Mosley, Aubrey Graham, Harmon, Fauntleroy, Daniel Jones | 4:33     |  |
| 4.    | «TKO»                              | Timberlake, Mosley, Harmon, Fauntleroy, Barry White                 | 7:05     |  |
| 5.    | «Take Back the Night»              | Timberlake, Mosley, Harmon, Fauntleroy                              | 5:55     |  |
| 6.    | «Murder» (con Jay-Z)               | Timberlake, Mosley, Shawn Carter, Harmon, Fauntleroy                | 5:08     |  |
| 7.    | «Drink You Away»                   | Timberlake, Mosley, Harmon, Fauntleroy                              | 5:33     |  |
| 8.    | «You Got It On»                    | Timberlake, Mosley, Harmon, Fauntleroy                              | 5:54     |  |
| 9.    | «Amnesia»                          | Timberlake, Mosley, Harmon, Fauntleroy, Jones                       | 7:06     |  |
| 10.   | «Only When I Walk Away»            | Timberlake, Mosley, Harmon, Fauntleroy, Amedeo Minghi               | 7:07     |  |
| 11.   | «Not a Bad Thing»                  | Timberlake, Mosley, Harmon, Fauntleroy                              | 11:28    |  |
| 74:29 |                                    |                                                                     |          |  |